# Patos (isola)
Patos è una piccola isola delle San Juan Islands, situate nello stato federato di Washington.

## Descrizione
Dal 1893 ospita il faro di Patos Island che guida le navi nel Boundary Pass che collega Canada e Stati Uniti.
Sull'isola e sugli isolotti vicini si trova il parco statale di Patos Island, un parco marino di 83,77 ettari, con sei chilometri di costa marina. L'intera isola è di proprietà del governo federale, ed è amministrata dall'ufficio Wenatchee del Bureau of Land Management, mentre il Washington State Parks e il Recreation Commission gestiscono piccoli campi ad Active Cove, vicino al confine occidentale dell'isola, un percorso di 2 chilometri e due boe di ormeggio al largo.
Il nome dell'isola deriva dallo spagnolo pato, che significa "anatra", e fu dato all'isola nel 1792 dal comandante Dionisio Alcalá Galiano della nave Sutil e dal capitano Cayetano Valdés y Flores della nave Mexicana.